# مسجد مطلب خان
مسجد مطلب خان هو مسجد تاريخي يعود إلى عصر القاجاريين، ويقع في خوي.